# Teichfrosch
Der Teichfrosch (Pelophylax kl. esculentus, Pelophylax „esculentus“ oder Rana „esculenta“), ungenauer auch Wasserfrosch genannt, gehört innerhalb der Ordnung der Froschlurche zur Familie der Echten Frösche (Ranidae). Außerdem wird er nach Aussehen, Lebensweise und Verwandtschaftsbeziehungen zu den Wasserfröschen gerechnet, die neuerdings von vielen Autoren in eine eigene Gattung Pelophylax gestellt werden. Innerhalb dieses schwer zu überschauenden taxonomischen Komplexes handelt es sich beim Teichfrosch nicht um eine biologische Art im klassischen Sinn, sondern um eine hybridogenetische Hybride aus dem Seefrosch (Pelophylax ridibundus) und dem Kleinen Wasserfrosch (Pelophylax lessonae). Aufgrund besonderer genetischer Sachverhalte kann der Teichfrosch jedoch auch ohne Rückkreuzung mit den Elternarten existieren und sich fortpflanzen.

## Merkmale

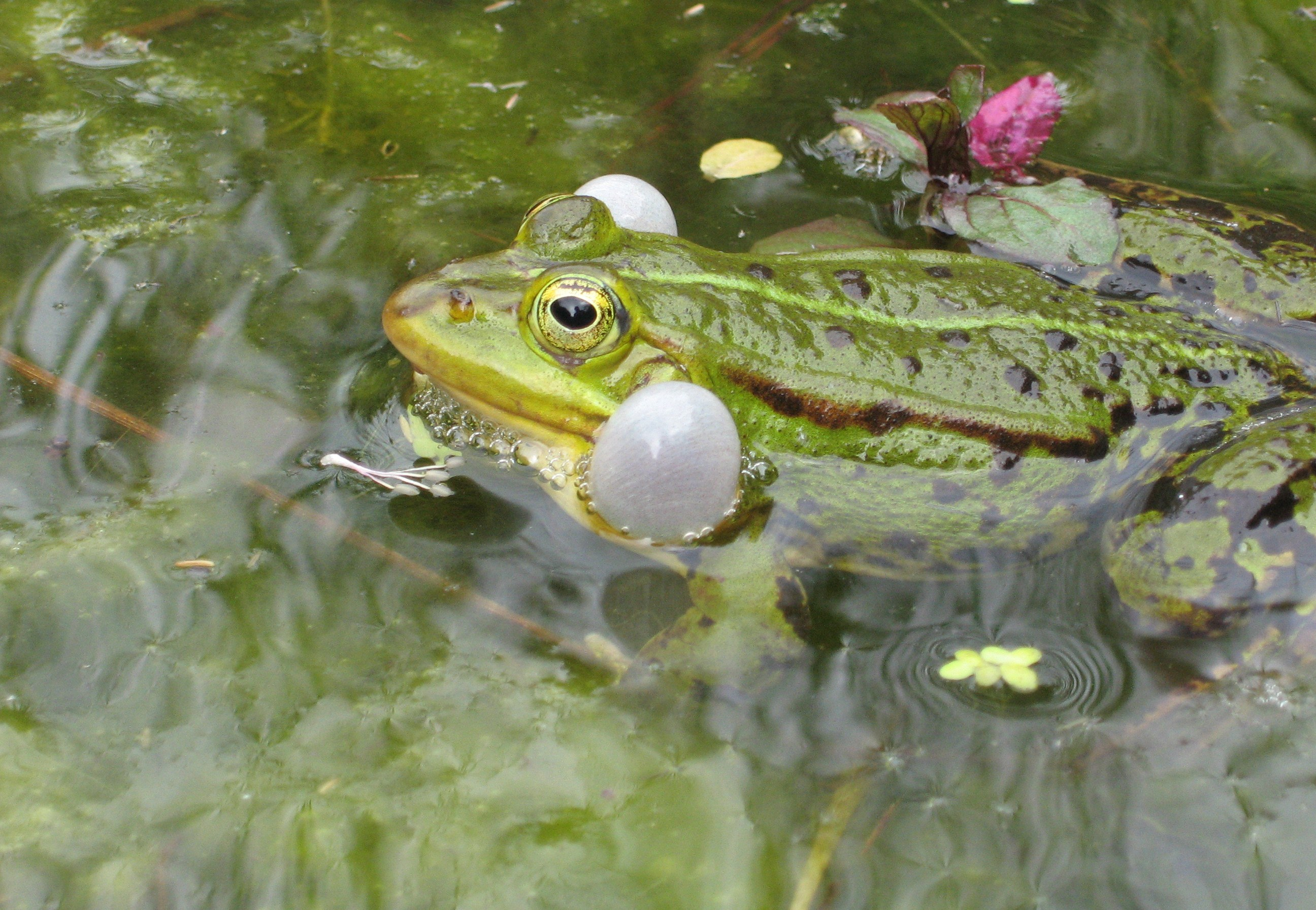
Rufendes Männchen mit paarigen Schallblasen

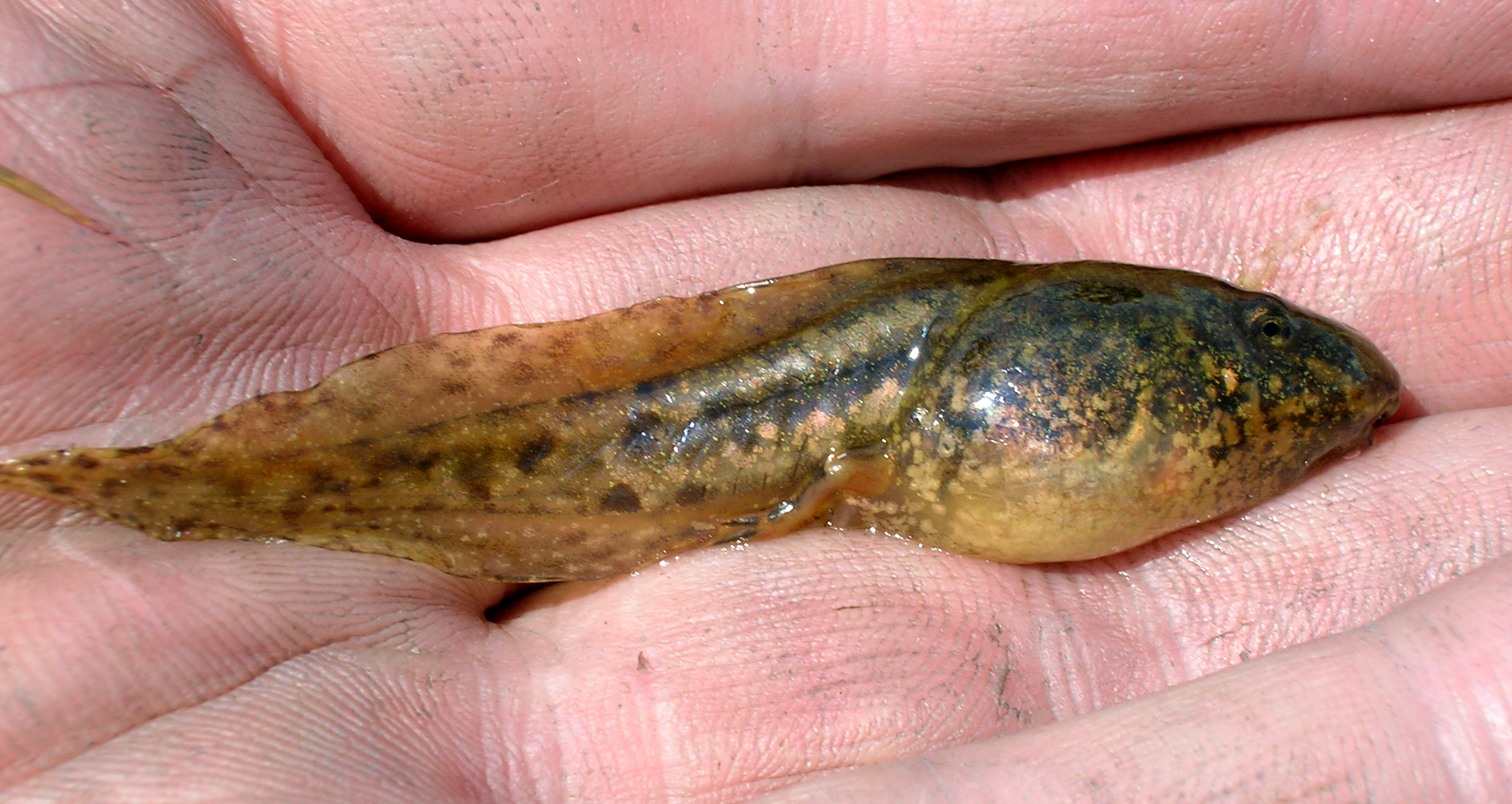
Kaulquappe

Die äußeren Merkmale des Teichfrosches liegen idealerweise intermediär zwischen denen seiner Elternarten Kleiner Wasserfrosch und Seefrosch. Je nach genetischer Disposition kann ein Individuum aber auch entweder mehr der einen oder der anderen Art ähneln. Dies betrifft sowohl die Körpergröße als auch die Färbung und Zeichnung der Oberseite, des Bauches und der Gliedmaßen oder auch beispielsweise die Länge der Unterschenkel in Relation zur Kopf-Rumpf-Länge. Sogar für den Fersenhöcker an der hinteren, inneren Zehe trifft diese vermittelnde Stellung zu. Beim Teichfrosch ist der Callus internus genannte Fersenhöcker erhabener und im Verhältnis zur Zehenlänge größer als beim Seefrosch, jedoch kleiner und asymmetrischer als beim Kleinen Wasserfrosch.
Exemplare mit genetischer Nähe zum Seefrosch werden bis zu neun Zentimeter (Männchen) bzw. elf Zentimeter (Weibchen) lang. Im „Normalfall“ ist die Oberseite grasgrün gefärbt – gelegentlich aber auch braun – und von einer hellgrünen Linie längs der Rückenmitte (von der Schnauzenspitze bis zur Kloake) sowie zwei deutlich hervortretenden Rückendrüsenleisten geprägt. Auch dunkle Punkte und Flecken sind oft zu erkennen.
Selbst die Lautäußerungen vermitteln zwischen den Elternarten: Die Paarungsrufe sind nicht so schwirrend wie bei Pelophylax lessonae, sondern für das menschliche Ohr etwas deutlicher in ihren einzelnen Tonfolgen wahrnehmbar, aber doch weniger abgehackt als das „Keckern“ des Seefrosches. Wie alle Wasserfrösche besitzt der Teichfrosch zwei äußere Schallblasen, die sich in den seitlichen Mundwinkeln befinden und ihn zu lauten Rufen befähigen. Bei ihm sind sie in der Regel weißlich-grau gefärbt (beim Seefrosch dunkler grau, beim Kleinen Wasserfrosch weiß). Die „quakenden“ Revierrufe sind den verschiedenen Taxa allerdings nicht genauer zuzuordnen.

## Genetische Besonderheiten

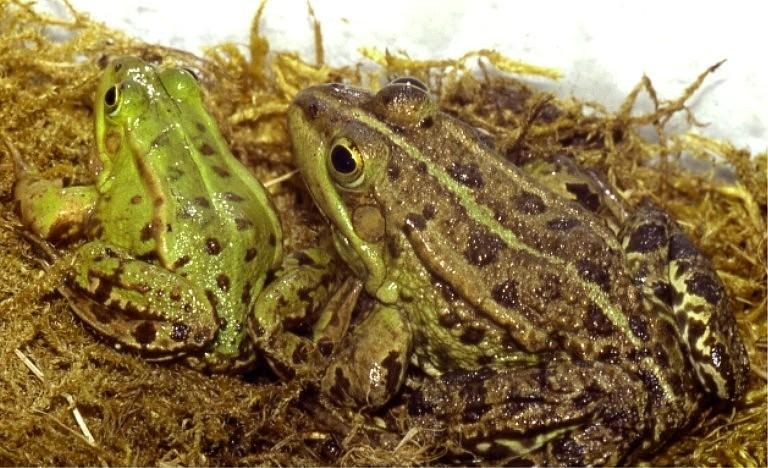
Zwei triploide Teichfrosch-Männchen aus Niedersachsen. Der linke ähnelt stark einem Kleinen Wasserfrosch, der rechte ebenso deutlich einem Seefrosch, es handelt sich aber bei beiden um Teichfrösche.

Eine Hybride ist normalerweise entweder unfruchtbar oder zumindest nicht sehr vital und für die Fortpflanzung in der nächsten Generation auf die Rekombination der elterlichen Gene angewiesen. Beim Teichfrosch findet dies auch statt, zumindest, wenn eine der beiden Elternarten syntop, also im selben Habitat lebt (siehe auch Hybridogenese). Insbesondere in Norddeutschland ist es allerdings eher der Regelfall, dass Teichfrösche in reinen Bastardpopulationen vorkommen – Pelophylax lessonae und P. ridibundus fehlen dann also im gleichen Lebensraum. Trotzdem kann der Teichfrosch dort langfristig existieren und sich vermehren. Dies gelingt ihm, indem neben „normalen“ Individuen mit zweifachem (diploidem) Chromosomensatz auch solche auftreten, die drei Chromosomensätze aufweisen. Diese Tiere nennt man triploid; sie tragen damit die vollständige Erbinformation einer der beiden Elternarten in sich. Oft sind sie auch besonders vital und spielen daher beim Fortpflanzungsgeschehen eine entscheidende Rolle.
Da triploide Exemplare quasi einen Chromosomensatz der Elternart „gestohlen“ haben, wird der Teichfrosch nach einem Vorschlag der Herpetologen Dubois & Günther (1982) nicht Art, sondern Klepton (Partizip neutrum zu griech. κλέπτω klepto „stehlen“) genannt. Das wird manchmal mit der Abkürzung „kl.“ zwischen dem wissenschaftlichen Gattungs- und Artnamen gekennzeichnet – allerdings wird diese Schreibweise nicht von allen Wissenschaftlern übernommen (alternativ wird beispielsweise der Artnamensteil in Anführungszeichen gesetzt). Diese vererbungsbiologische Besonderheit erklärt auch die oben beschriebene Variabilität der äußeren Merkmale des Teichfrosches: Während diploide Exemplare phänotypisch genau zwischen den beiden Elternarten stehen, da sie von beiden je einen Chromosomensatz besitzen, ähneln triploide Tiere jeweils der Elternart, von der sie zwei Chromosomensätze aufweisen. Dieser Umstand führt in der feldbiologischen Forschung dazu, dass triploide Teichfrösche manchmal äußerlich nur sehr schwer von derjenigen Elternart zu unterscheiden sind, die in ihren Genen dominant ist.
Zu den genannten genetischen Eigenarten kommt hinzu, dass das Genom des Teichfroschs einen enormen Anteil (77 %) transponibler Elemente enthält. Diese auch „springenden Gene“ genannten DNA-Abschnitte können für bestimmte im Organismus auftretenden Mutationen (chromosomale Rearrangements) verantwortlich sein und werden deshalb heute als eine treibende evolutionäre Kraft diskutiert.

## Habitat, Lebensweise und Verbreitung

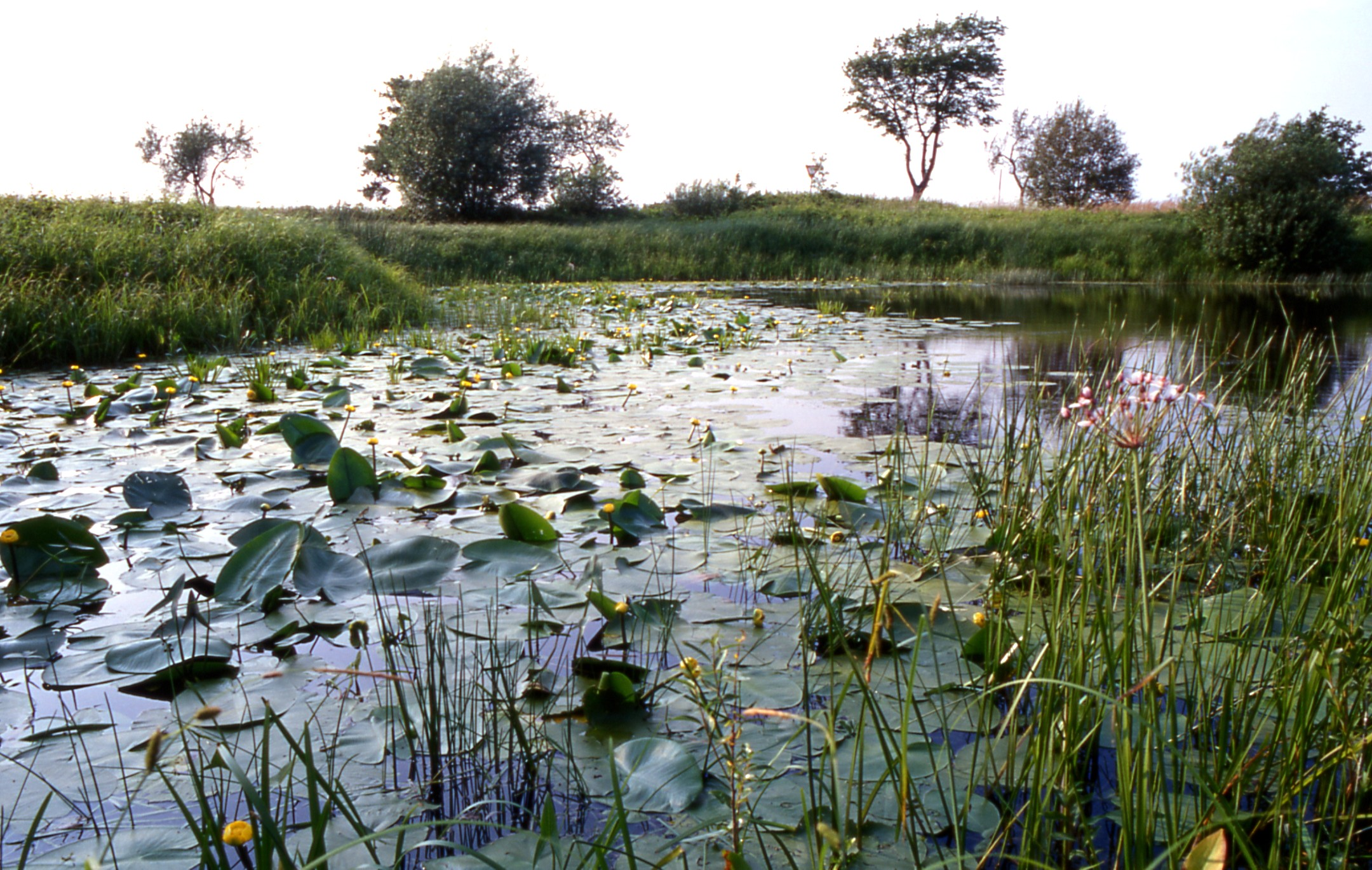
Typisches Teichfroschgewässer

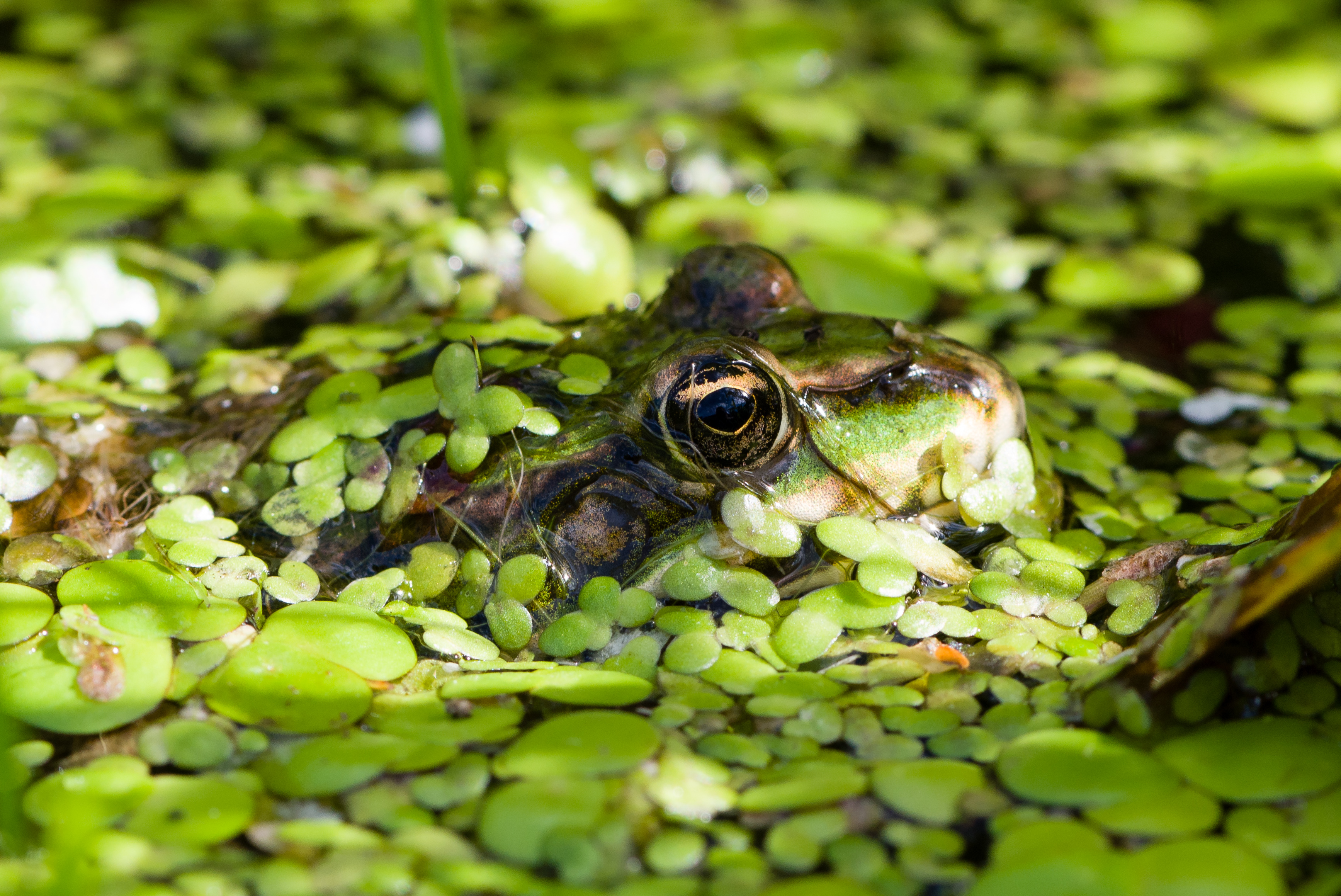
Versteck unter Wasserlinsen

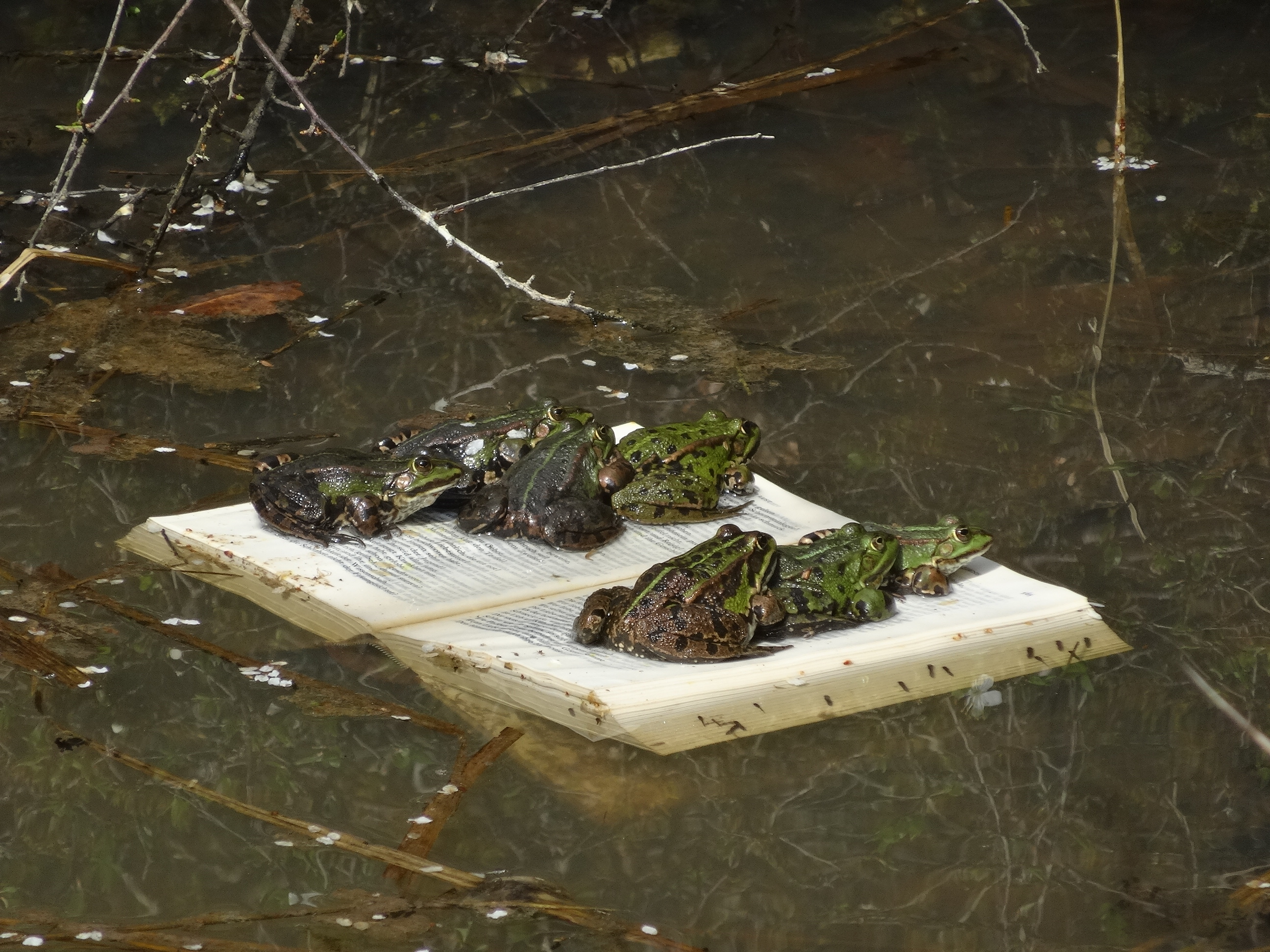
Teichfrösche nutzen vorteilhafte Sitzwarten auch gern gesellig

Der Teichfrosch ist ganzjährig relativ eng an Gewässer gebunden, aber wiederum nicht so sehr wie der Seefrosch: So unternehmen die Tiere auch längere Landgänge und überwintern wohl ganz überwiegend terrestrisch (in Erdhohlräumen etc.). Als Laich- und Wohngewässer werden perennierende (dauerhaft wasserführende), offene Stillgewässer bevorzugt, vor allem Weiher und naturnahe Teiche, wo sich die Frösche am Uferrand oder auf Seerosenblättern sitzend sonnen und nach Insekten Ausschau halten können. Bei Gefahr springen sie in typischer Wasserfroschmanier mit einem weiten Satz ins Wasser und verbergen sich im Schlamm. Die Paarungszeit liegt im Mai und insbesondere Juni – im Laich-Kalender der mitteleuropäischen Amphibien ist der Teichfrosch der späteste. Zu Merkmalen von Laich und Kaulquappen vergleiche beispielsweise Kleiner Wasserfrosch. Zum Nahrungsspektrum zählen neben Insekten auch andere Wirbellose (Spinnen, Würmer, Schnecken etc.), mitunter aber sogar kleinere Amphibien oder Fische.
Der Teichfrosch ist von Frankreich über Norditalien und ganz Mitteleuropa bis ins Baltikum, die Ukraine und den Südwestrand Russlands verbreitet. Die „Art“ fehlt natürlicherweise im Mittelmeerraum, auf den Britischen Inseln und in Skandinavien (ausgenommen Dänemark und die Südspitze Schwedens). In Deutschland, Österreich und der Schweiz besteht eine nahezu flächendeckende Verbreitung; größere Lücken gibt es nur im äußersten Nordwesten Deutschlands (speziell in Ostfriesland) und in einigen Mittel- und Hochgebirgslagen. Teichfrösche sind – im Allgemeinen viel häufiger als ihre Elternarten – fast überall dort vorhanden, wo Seefrösche oder Kleine Wasserfrösche sind, darüber hinaus aber auch in vielen weiteren, „reinen“ Beständen.

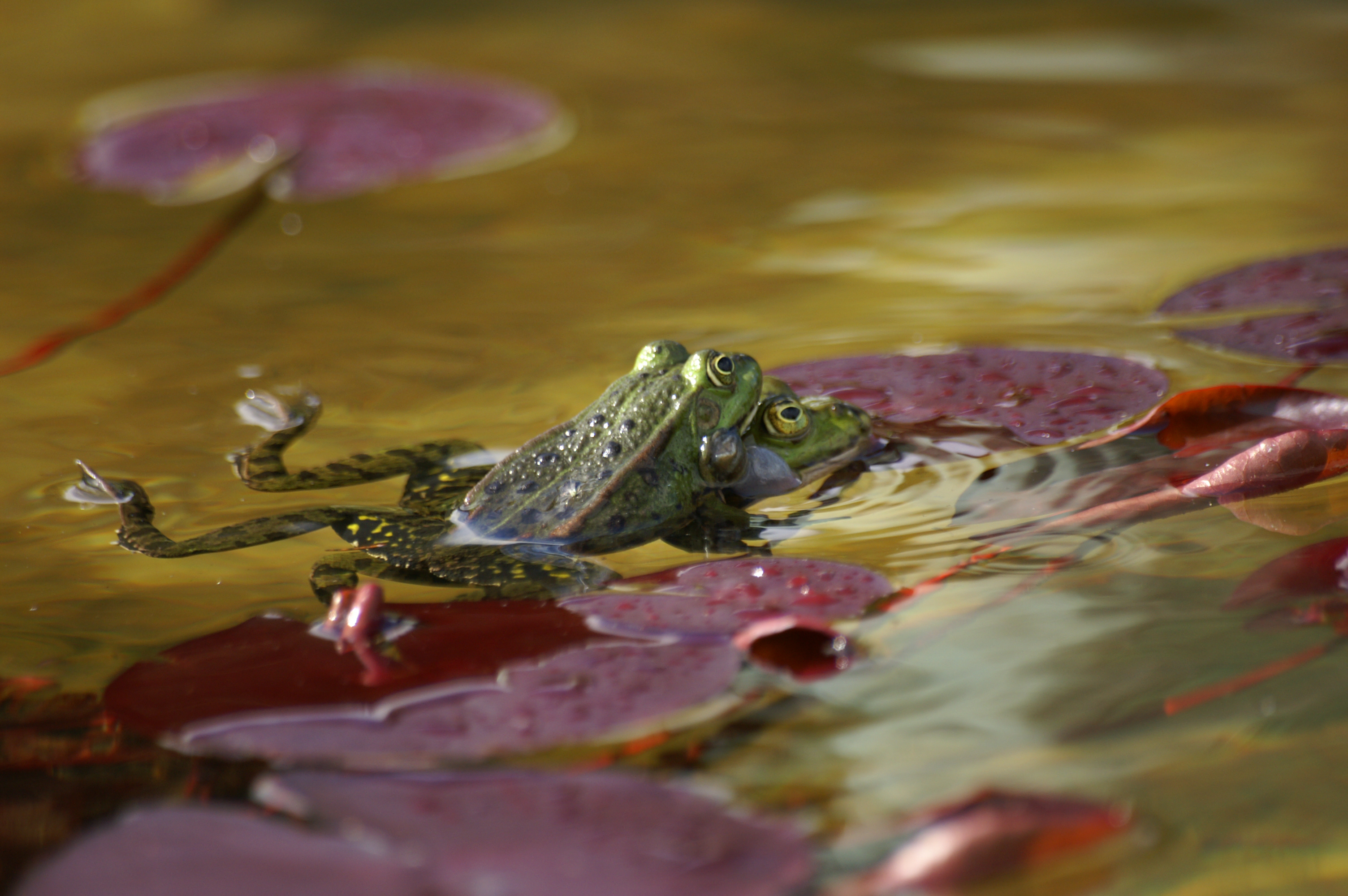
Paarungsversuch zwischen zwei Männchen
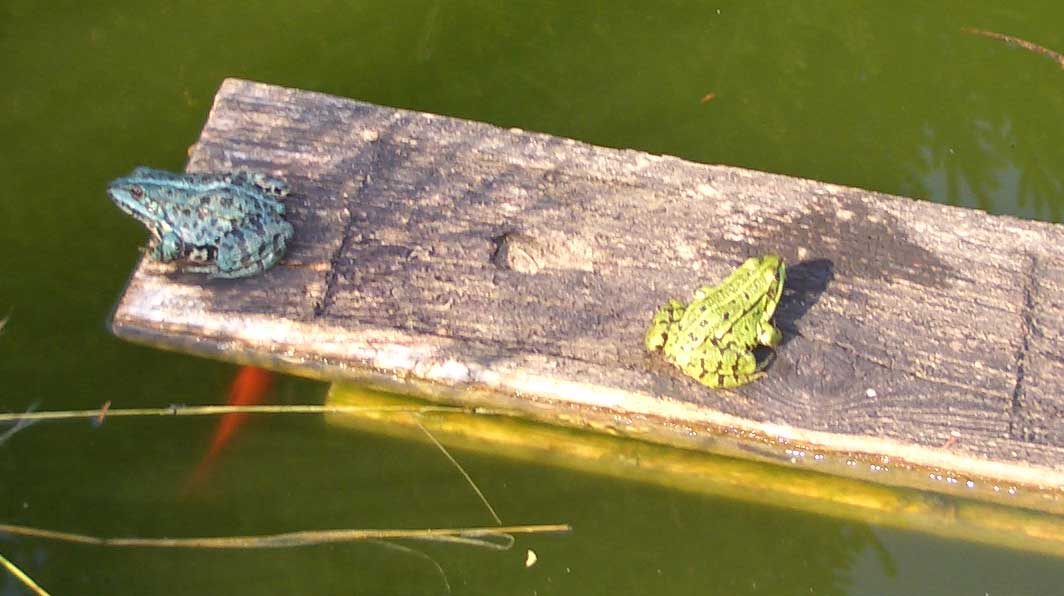
Blaue Farbanomalie (lks.)
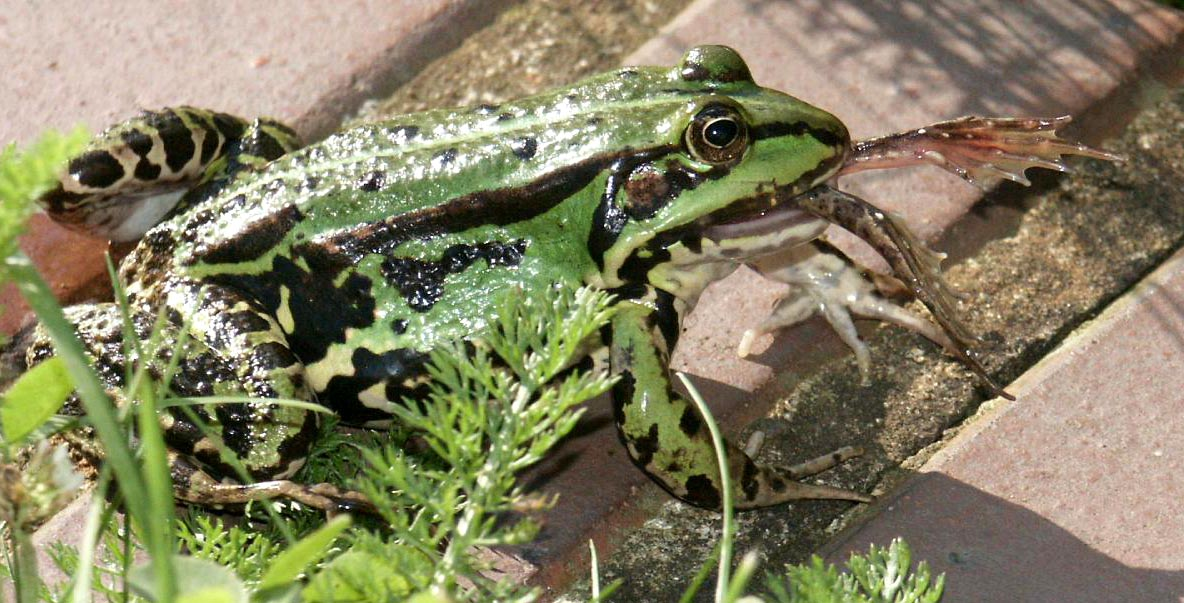
Kannibalismus unter Teichfröschen
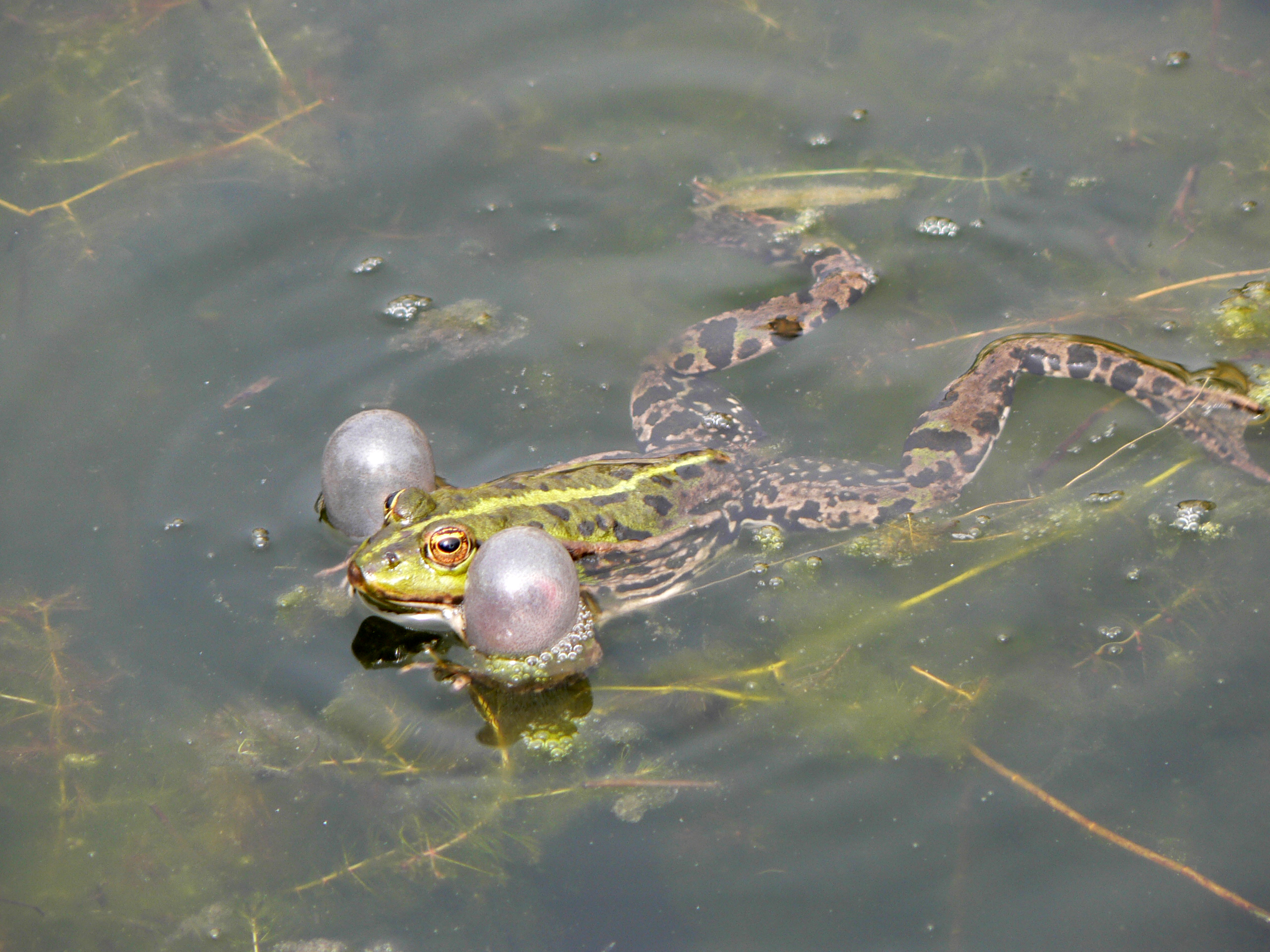
Rufendes Männchen
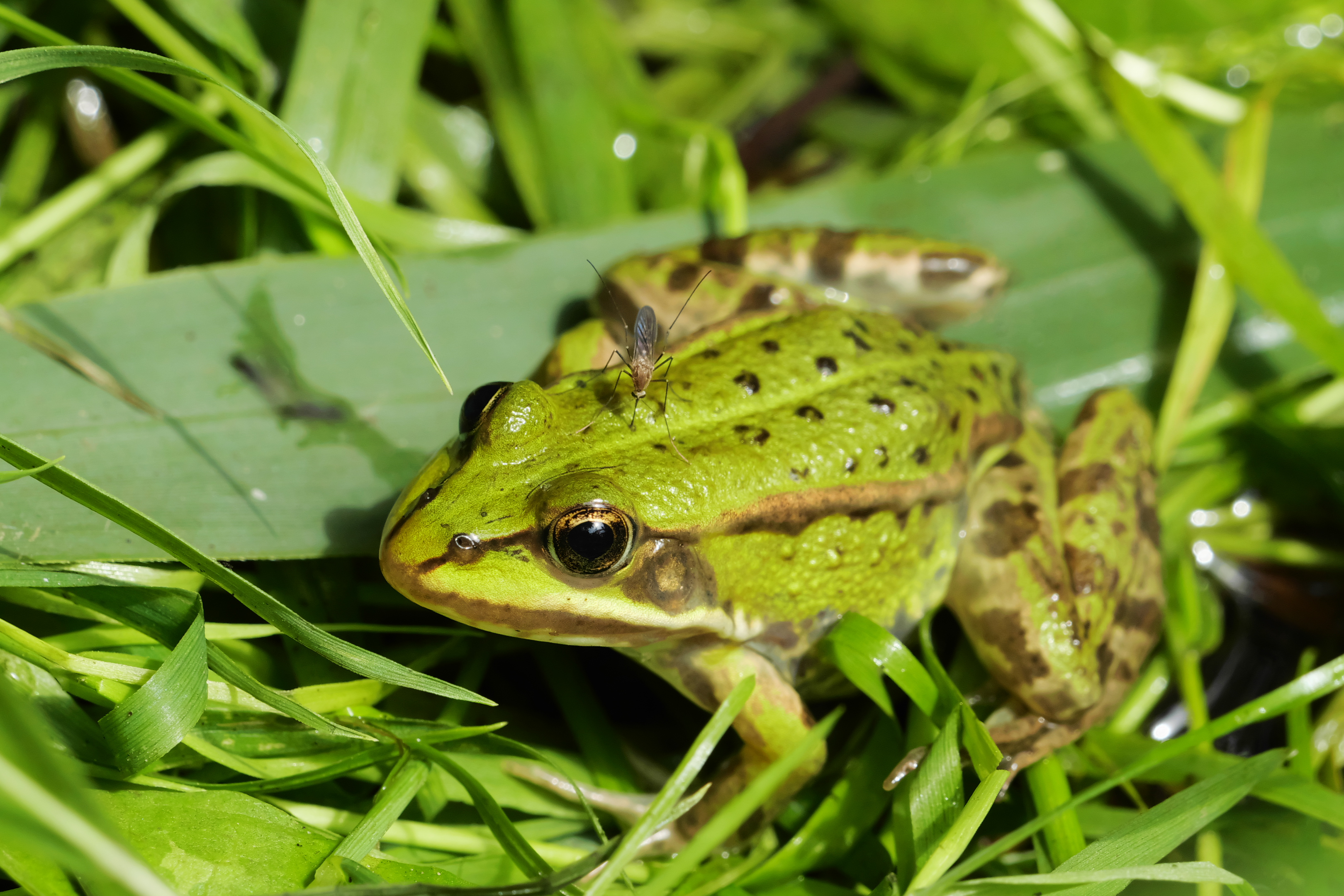
Teichfrosch, der von einer Stechmücke gestochen wird

## Gefährdung und Schutz
Teichfrösche scheinen wegen ihrer Anpassungsfähigkeit und ihrer relativ stationären Lebensweise weniger bedroht zu sein als die meisten übrigen Amphibienarten. Selbst in manchen Fischteichen (die allerdings zumindest mit Röhricht bewachsene Ufer haben sollten) können sie besser überleben als die anderen Lurche (mit Ausnahme der Erdkröte).
Gesetzlicher Schutzstatus (Auswahl)

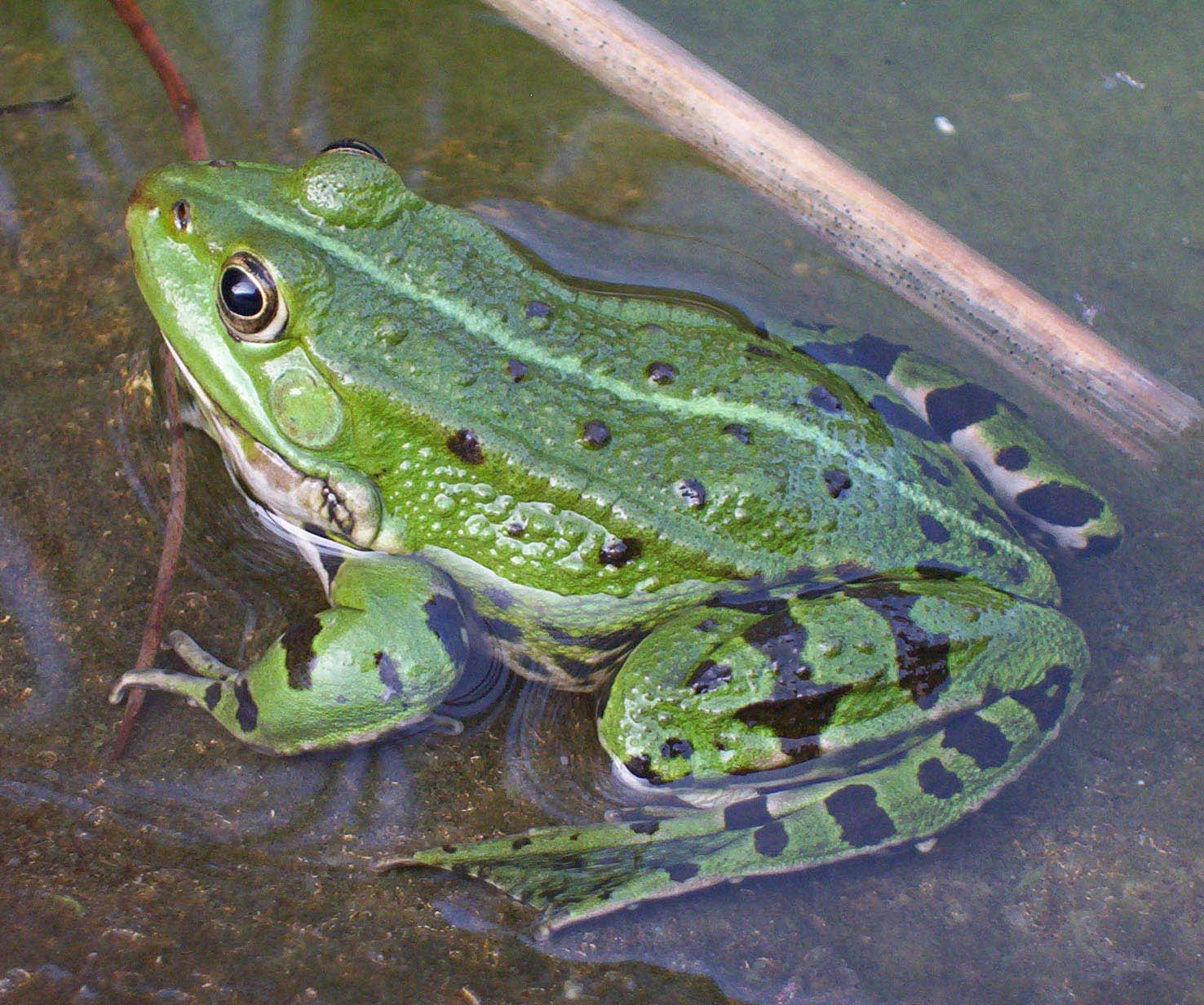
Bei diesem Männchen sind (saisonal) auch die Rückendrüsenleisten und Trommelfelle grün gefärbt

- Fauna-Flora-Habitat-Richtlinie (FFH-RL): Anhang V (Art kann Gegenstand von Verwaltungsmaßnahmen sein)
- Bundesartenschutzverordnung (BArtSchV): besonders geschützt

Nationale Rote Liste-Einstufungen (Auswahl)
- Rote Liste Bundesrepublik Deutschland: nicht gefährdet
- Rote Liste Österreichs: NT (Gefährdung droht)
- Rote Liste der Schweiz: NT (Gefährdung droht)

## Trivia
Ein alter Begriff für diese Tiere ist Relinge. Dem Wörterbuch der Brüder Grimm lässt sich entnehmen:

„RELING, m. krötenart, sumpf- oder teichfrosch: eine art krotten, die man reling oder möhmlein nennet, so im frühling und sommer in den unsaubern pfützen sitzen und singen, sind goldgelb oder fast rothgelb und unten am bauch schwarz gescheckigt, gar unlustig anzusehen. Simpl. 1, 384 Kurz. es ist schreibung für röhling, und das thier hat seinen namen von dem ihm eigenen tone, vgl. bair. röheln, rüheln, grunzen, wiehern, schreien wie ein esel (s. dazu röcheln); in Nordfranken rühling sumpf- oder teichfrosch SCHM.2 2, 85; hessisch roeling wasserfrosch und wassereidechse VILMAR 330.“

Die Bezeichnung ist heute völlig unüblich, hat sich aber in Georg Philipp Telemanns A-dur-Violinkonzert Die Relinge (TWV 51/a4) erhalten.